# AI垃圾
AI垃圾（英語：AI slop，其中「slop」原指廢棄液體） 是指由生成式人工智慧技術大量產出的低品質內容，其含意類似於「垃圾邮件」。其形式包含文字、圖像、影片及內容農場網站等多個媒介。
該詞最早出現於2020年代，它被定義為「數位雜亂」（英語：digital clutter），「由 AI 工具生成但著重於速度與數量而非內容與品質」，以及「在社群媒體、藝術、書籍甚至搜尋結果中粗制滥造和不受歡迎的人工智慧內容」。紐約市立大學哲學教授乔纳森·吉尔摩 （英語：Jonathan Gilmore） 描述 AI垃圾所呈現的「極其平凡、寫實的風格」為「非常容易處理」

## 術語起源
由於大型語言模型（LLM） 和圖像擴散模型加速了大量低品質文字內容與圖像的產出，人们开始讨论如何恰当地称呼此现象。提出的詞彙包括「AI garbage」、「AI污染」（英語：AI pollution）以及「AI生成的渣滓」（英語：AI-generated dross）。 最初使用「slop」這個詞來形容劣質AI材料，顯然是針對 2022年 AI 圖像生成器問世而產生的反應此外，有評論指出，該詞在4chan 、Hacker News和YouTube的评论中已成为一種內部圈子俚語。
英國電腦程式設計師西門·威利森被認為是將「slop」這一詞推向主流的早期倡導者之一，他於2024年5月在他的個人博客中采用了该词。但他表示，該詞在他開始推廣之前就已經使用了。
2024年第二季度，該詞随着Google使用其Gemini AI 模型生成的搜尋結果而人氣提升，到 2024年第四季度時，該詞已廣泛出現在媒體標題中。
研究發現，使用 AI 垃圾來訓練大型語言模型會導致模型崩潰：也就是說，在連續多次迭代中，模型輸出的詞彙、句法與語義多樣性持續下降，這一現象在要求高度創造力的任務中尤為明顯。

## 社群媒體

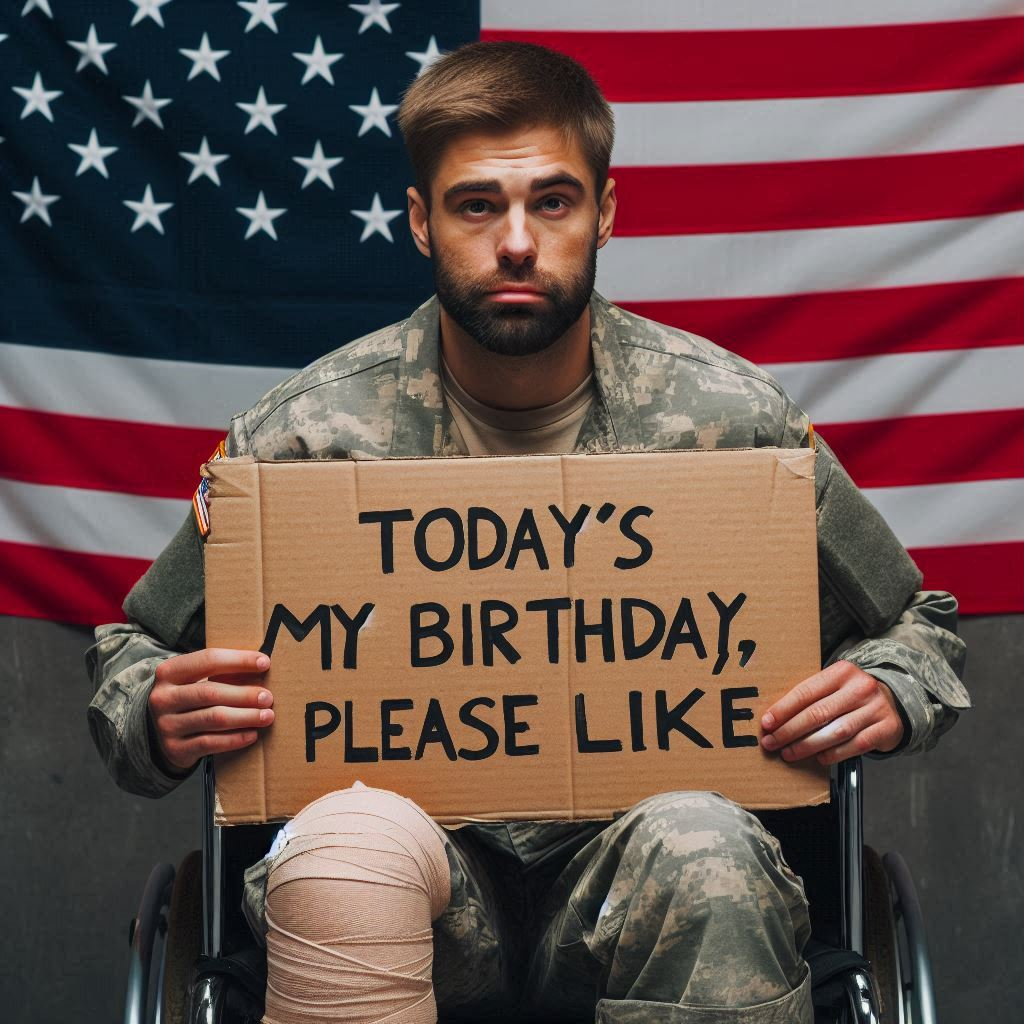
一個旨在吸引美國觀眾的垃圾提示生成的圖像，來自印地語：「美國退伍軍人手持一塊寫著『今天是我的生日，請點贊』的紙板標語，戰鬥中受傷的退伍軍人，背後有美國國旗」

人工智慧生成的AI垃圾圖像和影片在社交媒體上大量流傳，部分原因在於這些內容能為Facebook和TikTok上的創作者帶來收入。进而激勵了來自发展中國家的使用者創作出迎合美國觀眾的圖像，以獲得更高的廣告收入。
記者杰森·科布勒（Jason Koebler）推測，部分內容之所以怪異，可能是因為創作者使用印地語、烏爾都語和越南語等提示語（這些語言在模型的訓練數據中代表性不足），或者採用了不穩定的語音轉文字技术，將原意翻譯成英語而造成的。
在接受《紐約雜誌》採訪時，一位來自肯亞的AI垃圾圖像創作者描述了他如何向ChatGPT輸入諸如「為我生成 10 個關於耶穌的圖片提示，能在Facebook上帶來高互動率。」（英語：WRITE ME 10 PROMPT picture OF JESUS WHICH WILLING BRING HIGH ENGAGEMENT ON FACEBOOK）這樣的提示，然後再將這些生成的提示交由如Midjourney這類文字轉圖像的AI处理。

## 政治
2024年8月，《大西洋月刊》指出，AI垃圾內容正逐漸與美國右翼政治勢力掛鉤，這些勢力利用這類內容在社交媒體上發佈廢文及憤怒誘餌，該技術提供「廉價、快速、隨需應變的內容原料」。
在美国颶風海倫妮過後，共和黨員散佈了一張由人工智慧生成的圖片，該圖片顯示一名年輕女孩在洪水中抱著一隻小狗，並藉此指責總統喬·拜登未能妥善應對災情。即使有人如艾米·克雷默（Amy Kremer），承認該圖片並不真實，但仍在社群媒體上分享了該圖片。
2025年2月，美國總統川普在极右翼社群媒体平台Truth Social和Instagram上分享了一段由人工智慧生成的影片，影片中展示了將加薩地帶轉變為豪華度假村的影像。視頻中包含了「川普加薩終於來了！」及「唐納德將來解放你們」等字句。這段低品質的由AI生成的影片被批評為支持對巴勒斯坦人進行種族清洗的宣傳工具而引起争议。

## 活动列表
2024 年威利的巧克力体验活動的宣傳圖被形容為「人工智慧生成的垃圾內容」，誤導觀眾參加一個只有廉價装饰的倉庫舉辦的活動。该活动的门票則透過Facebook廣告进行推廣，而廣告中展示的是人工智慧生成的圖像，沒有該場地的真實照片。
2024年10月，有報導指出，由於聚合活動列表網站 MySpiritHalloween.com 使用了 AI 生成的內容，數千人因此在都柏林集結參加一場並不存在的萬聖節遊行。該活動訊息在 TikTok 和 Instagram 上迅速走紅。儘管戈尔韦曾舉辦過類似的遊行，而且都柏林在往年也曾舉辦過遊行，但2024年都柏林並未舉行遊行。一位分析師認為，該網站看似使用 AI 生成員工照片，很可能是利用人工智慧「迅速且廉價地創造出內容以抓住機會」。該網站所有者表示：「我們請ChatGPT幫忙撰寫文章，但並不是完全由ChatGPT自己完成的。」過去，當場地聯絡該網站時，网站会删除不存在的活动，但在都柏林遊行的情況下，該網站所有者表示「沒有人反映這個活動不會發生」。當 MySpiritHalloween.com發現這個問題後，他們更新了頁面，說明該遊行已被「取消」。

## 廣告
2024年11月，可口可樂使用人工智慧创作了三支廣告片，作为其年度节日宣传活动的一部分。這些影片發布後，便立即遭到普通觀眾和藝術家的負面評價，《神秘小鎮大冒險》創作者、動畫師亚历克斯·赫希批評該公司未聘請人類藝術家來参与製作廣告。
針對外界的負面反應，可口可樂為其使用生成式人工智慧的決定進行辯護，並表示：「可口可樂始終致力於在人工智慧與人類創意的交匯點上，打造最高水準的作品。」
在2025年3月，派拉蒙影業因在Instagram影片中使用AI編劇與旁白來宣傳電影《無痛先生》而受到批評。該廣告採用了機器人般的AI語音，其風格類似於內容農場生產的低品質AI垃圾影片。A24也因2024年電影《帝國浩劫：美國內戰》發布一系列AI生成的海報而遭受類似的批評。其中一張海報似乎描繪了一群士兵乘坐類似坦克的木筏準備向一隻巨大的天鵝開火，這幅畫面與電影內容毫無關聯。義大利式腦腐AI風潮被廣泛採用於廣告中，以更好地迎合年輕族群。
同月，动视在Facebook和Instagram等平台上發布了多款虛構遊戲的廣告與海報，例如《吉他英雄》、《袋狼大進擊：大亂鬥》和《決勝時刻：殭屍捍衛者》，這些全都是利用生成式AI製作的，許多人將其稱為AI垃圾。其目的是調查市場對這些遊戲是否有興趣，從而決定是否將其開發為真正的遊戲。

## 書籍
现今，许多線上書商與圖書館供應商会提供由AI撰寫的書籍，而這些書籍並未經過圖書館員的篩選與整理。為圖書館提供電子書與可下載內容的數位媒體供應商Hoopla也包含由生成式 AI 創作的書籍，這些書籍不僅由虛構作者署名，品質也存疑，當不知情的讀者借閱時，可能會為圖書館帶來額外成本。

## 電子遊戲
2024年推出的電子遊戲《決勝時刻：黑色行動6》包含由人工智慧生成的游戏資源。自該遊戲首次發布以來，許多玩家指控Treyarch與Raven Software利用人工智慧來製作遊戲內的資源，包括載入畫面、徽章和稱號卡。其中一個具體例子为，僵屍模式中的一個載入畫面展示了「Necroclaus」，這是一個殭屍化的聖誕老人，其一隻手有六根手指，該圖像還存在其他不規則之處。此外，《使命召喚》系列的前作也曾被指控販售由人工智慧生成的虛擬裝飾品。
2025年2月，動視為遵守維爾福在Steam平台上對AI生成或協助產品的政策，公開了《黑色行動6》中使用生成式人工智慧的情況。動視在該遊戲的Steam產品頁上聲明：「我們的團隊使用生成性 AI 工具來協助開發部分遊戲內資源。」

## 外部連結
- 维基词典中的词条「slop」